# Ordine della Sovranità
L'Ordine della sovranità o Ordine di Mohammedi o di Maometto è la principale onorificenza del Marocco, riservato a sovrani, capi di Stato e membri della famiglia reale.

## Storia
L'Ordine venne fondato dal primo re del Marocco, Muhammad V, il 16 novembre 1955, in occasione dell'imminente ritorno alla sovranità del paese, dopo l'epoca coloniale.
Attualmente esso è regolamentato dal Decreto Reale nº 199-66 del 1 ramadan 1386 h. (14 dicembre 1966) che riguarda tutte le onorificenze del regno.

## Classi
L'Ordine dispone delle seguenti classi di benemerenza:
- Membro di Classe Eccezionale (cui spetta un Collare di oro e brillanti cui è appesa un'insegna con le insegne dello Stato e la scritta El-Mohammadi), riservato a sovrani e capi di Stato
- Membro di I Classe (cui spetta una medaglia d'oro identica a quella della classe eccezionale, da appuntare al petto)
- Membro di II Classe (cui spetta una medaglia d'oro identica a quella della classe eccezionale, ma priva della cornice di brillanti, da appuntare al petto)

## Insegne
Le insegne dell'ordine vengono appuntate a collare e pertanto esse non dispongono di uno specifico nastro.